# Reagente de Folin-Ciocalteu
O reagente de Folin-Ciocalteu (FCR) ou reagente de Folin-Denis é uma mistura de fosfomolibdato e fosfotungstato, usado para a determinação de antioxidantes fenólicos e polifenólicos. Funciona medindo a quantidade de substância analisada necessária para inibir a oxidação do reactivo.
No entanto, este reactivo não só mede os fenóis totais, como também reage com qualquer substância redutora. Em consequência, o reactivo mede a capacidade redutora total duma amostra, e não apenas o nível de compostos fenólicos. Este reactivo faz parte do ensaio de proteínas de Lowry, e também reage com alguns compostos que contêm nitrogénio, como a hidroxilamina e a guanidina.
Este reactivo não deve ser confundido com o reagente de Folin, que é usado para detectar aminas e compostos que contêm enxofre.